# アレクサンドル・カレリ
アレクサンドル・カレリ（Aleksandr Yuriyevich "Sasha" Kaleri、ロシア語:Александр Юрьевич Калери、1956年5月13日-）は、ラトビアのユールマラ出身のロシアの宇宙飛行士であり、ミール及び国際宇宙ステーションで長期滞在を行った。
カレリはモスクワ物理工科大学を卒業し、1979年にエネルギアに就職してミールの設計に携わった。彼は1984年に宇宙飛行士の候補に選ばれ、1992年にソユーズTM-14、1996年にソユーズTM-24、2000年にソユーズTM-30で3度ミールを訪れた。また2003年にはソユーズTMA-3で国際宇宙ステーションを訪れ、マイケル・フォールとともに第8次長期滞在を行っている。ロシア連邦英雄を受章した。